# Annah la javanesa
Annah la javanesa (en francès Annah la Javanaise) és un quadre del pintor Paul Gauguin fet el 1894 a París. És d'una col·lecció privada suïssa. Té la referència del catàleg de Wildenstein número 508 (W.508).
Porta la inscripció a dalt a la dreta "Aita / tamari vahine Judith / parari" que s'ha llegit com Aita parari te tamari vahine Judith, títol alternatiu del quadre, o Aita tamari vahine Judith te parari. En tahitià normalitzat és ’Aita pararī te tamari’i vahine Judith, que vol dir «La dona-nena Judith no desvirgada» o «La petita Judith encara és verge».

## Descripció
La model mestissa de trets orientals està nua, excepte unes arracades, i asseguda en una butaca recolzant els braços. Té les cames creuades descansant els peus sobre un coixí brodat al costat d'un mico. Mira directament a l'espectador amb els pits ferms cap endavant, i amb una postura lleugerament inclinada que sembla suspesa i tensa sobre la butaca. La petita envergadura de la model i la seva nuesa contrasta amb la solemnitat de la butaca i l'austeritat de l'escenari. Ben instal·lada en un tron, s'exhibeix de forma provocativa, sense cap pudor, ni sotmesa ni servil.
Els colors són elèctrics, rosat neutre a la paret del fons, blau cobalt a la butaca, blau marí a la catifa del terra i verd el coixí. Aquests colors queden reflectits en la seva pell fosca. A dalt a la dreta, sobresurten les restes d'una natura morta pintada a la paret amb una cinta que porta una inscripció en tahitià. La referència a la virginitat de la jove és un nou contrast provocatiu. La part baixa de la paret està decorada amb una sanefa oriental.
El quadre suggereix innocència i sensualitat carnal. El mico que l'acompanya és un símbol tradicional de promiscuïtat sexual. És un dels primers nus europeus que mostra el pèl púbic, una referència sexual explícita.

## Context

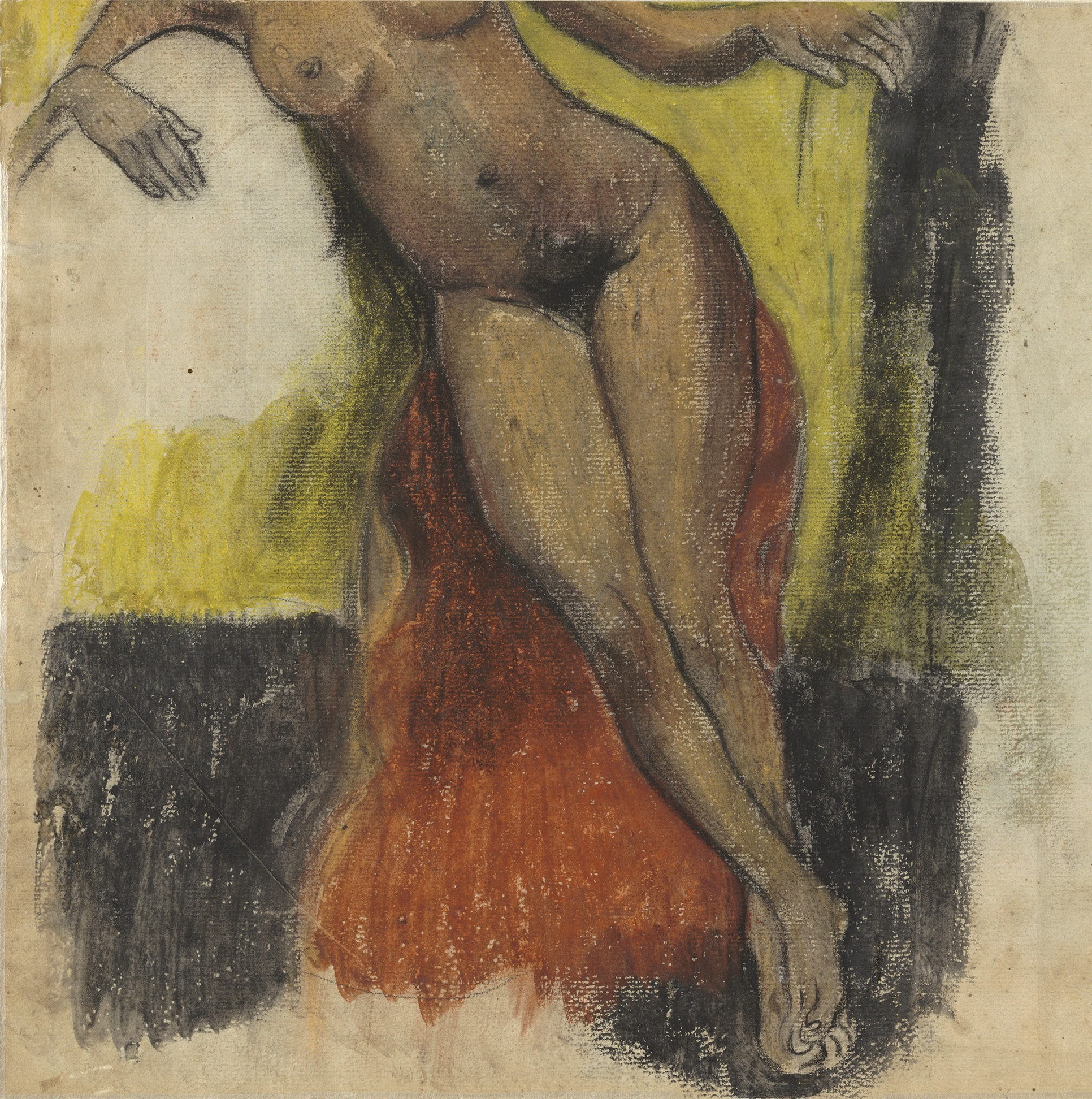
Estudi al carbó i pastel

El setembre de 1893, Gauguin havia tornat a París després de la seva primera estada a Tahití. El gener de 1894 es va instal·lar al número 6 del carrer Vercingétorix, en la zona sud del Montparnasse. La seva model i companya era Annah dita la javanesa, una mestissa d'origen i edat desconeguts. Gauguin tenia fama d'artista extravagant que havia viscut en terres exòtiques. Anys abans, durant l'Exposició Universal de París de 1889, Gauguin ja s'havia mostrat interessat pel pavelló javanès, i deia al seu amic Émile Bernard que hi tornaria perquè tenia una cita amb una mulata.
En el pis de sota de l'estudi hi havia el músic William Molard (1862-1936), que Gauguin va pintar en el revers del seu Autoretrat amb barret. Molard estava casat amb l'escultora sueca Ida Ericson (1853-1927) que tenia una filla, Judith.
Gauguin també tenia una filla, Aline (1877-1897), llavors de 16 anys. S'havia casat a Tahití segons els costums locals amb Teha'amana, suposadament de 13 anys. Judith, també de 13 anys, es va enamorar de Gauguin. Aquest se sentia orgullós de ser adulat, però els costums no eren els mateixos a París i pesava el discurs colonialista de to racial en el que la fantasia de permissibilitat sexual només era possible amb altres races.

### Annah la javanesa

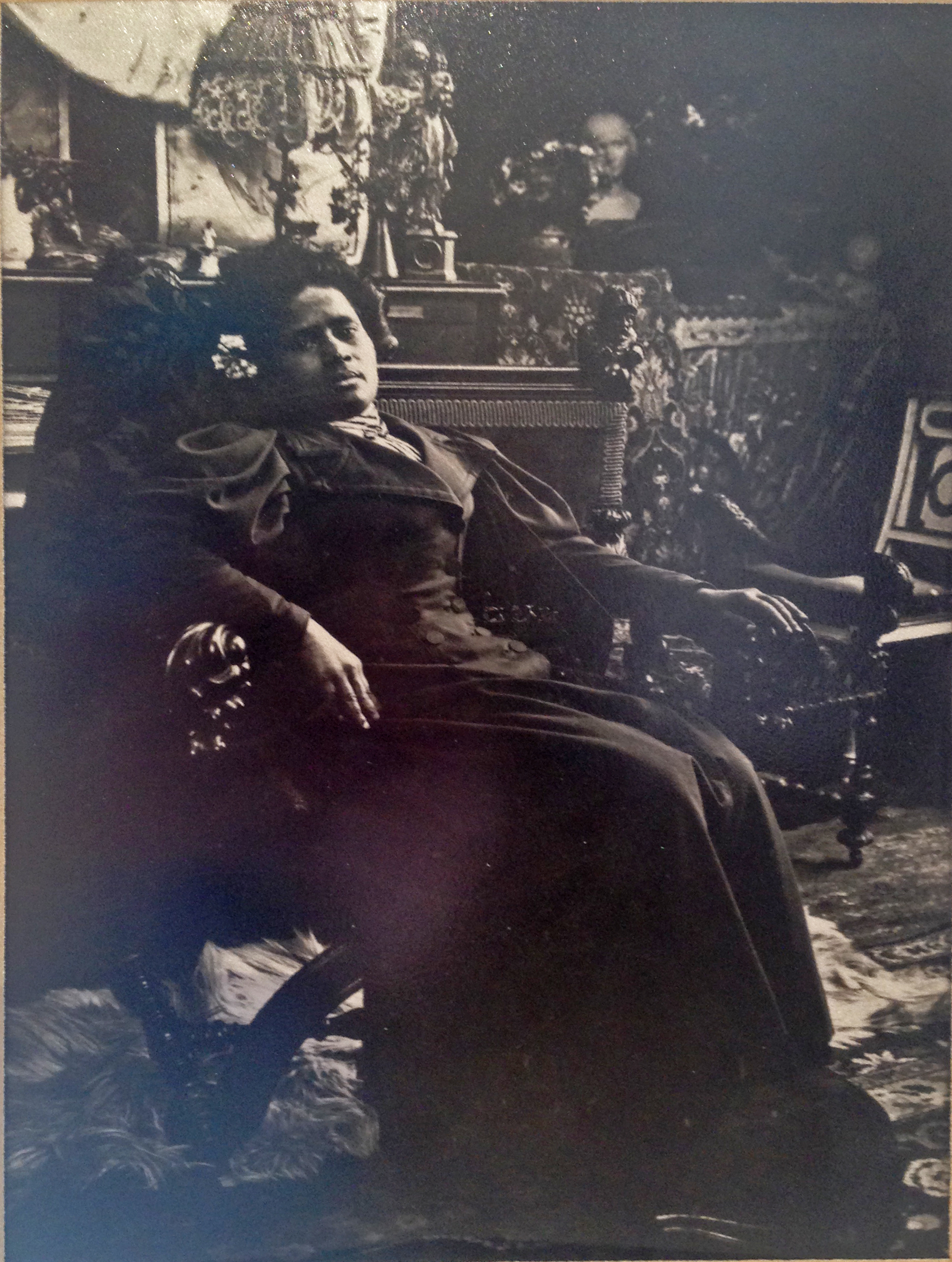
Fotografia d'Annah a l'estudi de Gauguin, feta per Alfons Mucha, 1894

Segons la història explicada pel marxant de Gauguin, Ambroise Vollard, la cantant d'òpera Nina Pack havia manifestat al representant d'uns mercaders d'Insulíndia el desig de tenir una negreta. Mesos després un agent de policia li portava a casa una noia mestissa, mig índia, mig malaia, que havien trobat a la Gare de Lyon. Portava un cartell penjat al coll amb l'adreça de Nina Pack i l'afegit «tramesa de Java» (Mme. Nina Pack, rue de la Rochefoucauld, à Paris. Envoi de Java). La va anomenar Annah Martin, més coneguda com a Annah la javanesa, i la va prendre com a criada. Temps després, com a conseqüència d'un incident domèstic, la va acomiadar. Annah va demanar ajuda a Ambroise Vollard i aquest va pensar que li serviria a Gauguin com a model. La resposta va ser: «envia-me-la, la provaré».
A més de model va ser la seva companya. Li va regalar un mico, anomenat Taoa. L'abril de 1894 es van traslladar a Pont-Aven. El 25 de maig, passejant pel moll de Concarneau amb Annah, el mico i tres parelles més d'artistes, van tenir un enfrontament amb uns marins que se'n burlaven. Gauguin va acabar amb la cama trencada, lesió que el va deixar immobilitzat durant dos mesos i a la llarga amb seqüeles. En una carta a William Molard explica que es va enfrontar a quinze mariners que els llançaven pedres, fins que li va quedar el peu clavat en un forat i es va trencar el turmell.
Després d'una discussió, Annah va tornar a París i va buidar tot l'estudi, excepte les obres penjades a la paret. No se sap res més d'ella i només es disposa d'algunes fotografies fetes a l'estudi d'Alfons Mucha. És possible que el retrat fet per Gauguin estigui inspirat en una fotografia d'Annah en la mateixa posa però vestida.
Gauguin, impossibilitat per pintar, va posar unes querelles judicials. Per una banda va aconseguir una compensació mínima per la cama trencada, insuficient per cobrir les despeses de l'hospital. Per altra banda, no va aconseguir recuperar els quadres que va deixar a casa de Marie Henry, a Le Pouldu, abans d'anar a Tahití. Desil·lusionat va tornar a París amb la intenció de marxar definitivament a Tahití.

### Judith Molard
Judith Arlberg, Judith Ericson, Judith Molard i de casada Judith Gérard, era filla dels suecs Fritz Arlberg, cantant d'òpera, i Ida Ericson, escultora. La mare es va casar amb William Molard, músic mig francès i mig noruec, i es van instal·lar a París. Quan van coincidir amb Gauguin com a veí, ella tenia 13 anys.
En no conèixer el pare, la relació amb el padrastre i en saber el casament tahitià de Gauguin amb una noia de la seva edat, la van portar a sentir-se atreta pel seu veí i gelosa d'Annah la javanesa. En les seves memòries La jove i el tupapau explica que va flirtejar amb Gauguin, perdudament enamorada. Sembla que Gauguin tenia intenció de retratar-la, però la mare Ida s'hi va negar. Més tard li va donar lliçons de pintura.
Gauguin il·lustra de forma curiosa aquesta doble relació posant la virginitat de Judith en el títol d'un retrat nu d'Annah la javanesa.